# Olaf Marschall
Olaf Marschall (* 19. března 1966, Torgau) je bývalý německý fotbalista, střední útočník. Po skončení aktivní kariéry působil jako trenér.

## Fotbalová kariéra
Ve východoněmecké oberlize hrál za 1. FC Lokomotive Leipzig, nastoupil ve 135 ligových utkáních a dal 43 gólů. S 1. FC Lokomotive Leipzig vyhrál dvakrát východoněmecký fotbalový pohár. Za reprezentaci Východního Německa (NDR) nastoupil v letech 1985–1989 ve 4 utkáních. Po sjednocení Německa hrál v rakouské bundeslize za
FC Admira Wacker Mödling, nastoupil v 99 utkáních a dal 40 gólů. Dále hrál v německé bundeslize za Dynamo Drážďany a 1. FC Kaiserslautern, nastoupil ve 178 bundesligových utkáních a dal 60 gólů. V roce 1998 vyhrál s 1. FC Kaiserslautern bundesligu a v roce 1996 pohár. Za německou reprezentaci nastoupil v letech 1994–1999 ve 13 utkáních a dal 3 góly. Byl členem německé reprezentace na Mistrovství světa ve fotbale 1998, nastoupil v utkání proti Chorvatsku. V Lize mistrů UEFA nastoupil v 5 utkáních a dal 1 gól, v Poháru vítězů pohárů nastoupil ve 14 utkáních a dal 3 góly a v Poháru UEFA nastoupil ve 35 utkáních a dal 4 gólů.

## Ligová bilance
| Ročník                                  | Zápasy | Góly | Klub                     |
| --------------------------------------- | ------ | ---- | ------------------------ |
| DDR-Oberliga 1983/84                    | 7      | 1    | 1. FC Lokomotive Leipzig |
| DDR-Oberliga 1984/85                    | 16     | 10   | 1. FC Lokomotive Leipzig |
| DDR-Oberliga 1985/86                    | 20     | 4    | 1. FC Lokomotive Leipzig |
| DDR-Oberliga 1986/87                    | 19     | 1    | 1. FC Lokomotive Leipzig |
| DDR-Oberliga 1987/88                    | 25     | 8    | 1. FC Lokomotive Leipzig |
| DDR-Oberliga 1988/89                    | 23     | 12   | 1. FC Lokomotive Leipzig |
| DDR-Oberliga 1989/90                    | 25     | 7    | 1. FC Lokomotive Leipzig |
| Rakouská fotbalová Bundesliga 1990/91   | 28     | 7    | FC Admira Wacker Mödling |
| Rakouská fotbalová Bundesliga 1991/92   | 36     | 14   | FC Admira Wacker Mödling |
| Rakouská fotbalová Bundesliga 1992/93   | 35     | 19   | FC Admira Wacker Mödling |
| Německá fotbalová Bundesliga 1993/94    | 32     | 11   | Dynamo Drážďany          |
| Německá fotbalová Bundesliga 1994/95    | 26     | 7    | 1. FC Kaiserslautern     |
| Německá fotbalová Bundesliga 1995/96    | 19     | 2    | 1. FC Kaiserslautern     |
| 2. německá fotbalová Bundesliga 1996/97 | 16     | 10   | 1. FC Kaiserslautern     |
| Německá fotbalová Bundesliga 1997/98    | 26     | 21   | 1. FC Kaiserslautern     |
| Německá fotbalová Bundesliga 1998/99    | 28     | 12   | 1. FC Kaiserslautern     |
| Německá fotbalová Bundesliga 1999/00    | 25     | 4    | 1. FC Kaiserslautern     |
| Německá fotbalová Bundesliga 2000/01    | 12     | 1    | 1. FC Kaiserslautern     |
| Německá fotbalová Bundesliga 2001/02    | 10     | 2    | 1. FC Kaiserslautern     |
| CELKEM DDR-Oberliga                     | 135    | 43   |                          |
| CELKEM Rakouská fotbalová Bundesliga    | 99     | 40   |                          |
| CELKEM Německá fotbalová Bundesliga     | 178    | 60   |                          |